# الحرب الأهلية العباسية (865–866)

خريطة العراق والمناطق المحيطة بها في منتصف القرن التاسع الميلادي.

كانت الحرب الأهلية العباسية في الفترة ما بين (865 – 866) - تُعرف أحيانًا باسم الفتنة الخامسة - نزاعًا مسلحًا بين الخلفتين المتنافسين المستعين والمعتز للسيطرة على مقاليد الحكم العباسي. استمر النزاع لمدة عام تقريبًا، وحدث خلاله حصار طويل الأمد لمدينة بغداد، وانتهى بوصول المعتز للخلافة. تخلى أنصار المستعين وقادته العسكريون عنه وأجبر على التنازل عن الحكم، وأعطي وعدًا بالحفاظ على حياته، لكنه أعدم بعد فترة وجيزة.
شكلت هذه الحرب انتصارًا كبيرًا للمؤسسة العسكرية التركية، التي كانت وراء وصول المعتز إلى الحكم، وسمحت للأتراك بالحفاظ على سلطتهم الفعالة على حكومة وجيش الخلافة العباسية. استبعد أنصار المستعين، وهم الطاهريون والفصائل العسكرية العربية ومواطني بغداد، من المناصب الحكومية الرفيعة في بغداد، ولكنهم احتفظوا بالمناصب الثانوية التي كانوا يشغلونها قبل الحرب. دارت معظم المعارك وسط العراق، ما أدى لإلحاق دمار كبير في البنية التحتية في هذه المنطقة.
قدم المؤرخ الطبري وصفًا مطولًا ومفصلًا للحرب في كتابه تاريخ الطبري، وذكرها مؤرخون مسلمون آخرون مثل المسعودي واليعقوبي في مؤلفاتهم.

## خلفية
وضع الخليفة المتوكل (847-861) خطة للخلافة تسمح لأبنائه الثلاثة أن يرثوا الخلافة بعد وفاته، فيخلفه أولًا ابنه الأكبر المنتصر ثم المعتز ثم المؤيد. اغتيل المتوكل في عام 861 على يد مجموعة من ضباطه الأتراك بدعم من المنتصر. كانت فترة حكم المنتصر قصيرة (861-862)، وضغط عليه القادة الأتراك لإزالة المعتز والمؤيد من الخلافة، وعندما توفي المنتصر اجتمع الضباط الأتراك وقرروا تنصيب ابن عم الخليفة المستعين على العرش. واجه الخليفة الجديد أعمال شغب كبيرة في سامراء فور توليه مقاليد الحكم. قمع الجيش الانتفاضة، لكن الخسائر كانت فادحة في كلا الجانبين. شعر المستعين بالقلق من احتمال مطالبة المعتز أو المؤيد بالخلافة، فحاول كسب رضاهم بالمال ثم سجنهم لاحقًا.
استمر حكم المستعين بقبضة من حديد بعد أن قمع أنصار المعتز وحبسه حتى عام 865، لكن عجز الحكومة عن دفع رواتب الجنود، بالإضافة إلى الاقتتال الداخلي بين صفوف الأتراك هدد استقرار النظام. حدث خلاف كبير بين الضباط الأتراك في بداية عام 865 وسرعان ما توسع النزاع ليشمل كامل الجيش، وسرعان ما تحول الجنود إلى أعمال العنف والشغب في شوارع سامراء، فقرر المستعين واثنان من كبار الضباط الأتراك مغادرة سامراء إلى بغداد، ووصلوا إلى هناك في الأسبوع الأول من شهر فبراير 865، وعند وصولهم رحَّب بهم حاكم المدينة محمد بن عبد الله الطاهري، وأقام الخليفة في قصره.
علم الضباط والجنود الأتراك في سامراء أن المستعين قد غادر المدينة، فقطعوا حركة المرور إلى بغداد، ثم ذهب وفد منهم لمقابلة الخليفة، وطلبوا الصفح عن أفعالهم وأن يعود الخليفة معهم إلى سامراء. وعد المستعين الأتراك بمواصلة دفع رواتبهم، ورفض مغادرة بغداد، وسخر محمد بن عبد الله الطاهري من الضباط الأتراك وأهانهم. عاد الوفد إلى سامراء، وقرر كبار الضباط الأتراك عزل المستعين وأطلقوا سراح المعتز من سجنه وبايعوه بالخلافة. وافق المعتز على الاقتراح، ثم بايعه كبار المسؤولين في سامراء.

## بدء النزاع المسلح
أصبحت الحرب حتمية مع وجود خليفتين في نفس الوقت. تولى محمد بن عبد الله الطاهري من جانب المستعين قيادة المجهود العسكري، فأمر بوقف جميع شحنات الغذاء من بغداد إلى سامراء، وأمر حلفاءه في منطقة الموصل بفعل الأمر نفسه. وبدأ حملة تجنيد في بغداد، وجهز المدينة للحصار فدمر الجسور والقنوات المحيطة بالأنبار، ما أدى إلى إغراق المنطقة وإعاقة أي تحركات محتملة لقوات العدو هناك. كتب محمد أيضًا إلى مسؤولي الضرائب في جميع أنحاء الإمبراطورية، يأمرهم بإرسال الضرائب إلى بغداد بدلًا من سامراء.
عيَّن المعتز شقيقه أبو أحمد (الموفق) على رأس الجيش، وأمره بالتوجه لقتال المستعين ومحمد الطاهري. تألف جيش المعتز من خمسة آلاف جندي تركي وفرغاني بقيادة كلباطكين التركي وألفي جندي شمال أفريقي بقيادة محمد بن رشيد المغربي، وفي 10 مارس وصل جيش المعتز إلى البوابة الشرقية لبغداد وبدأ حصار المدينة.

## أحداث الحرب

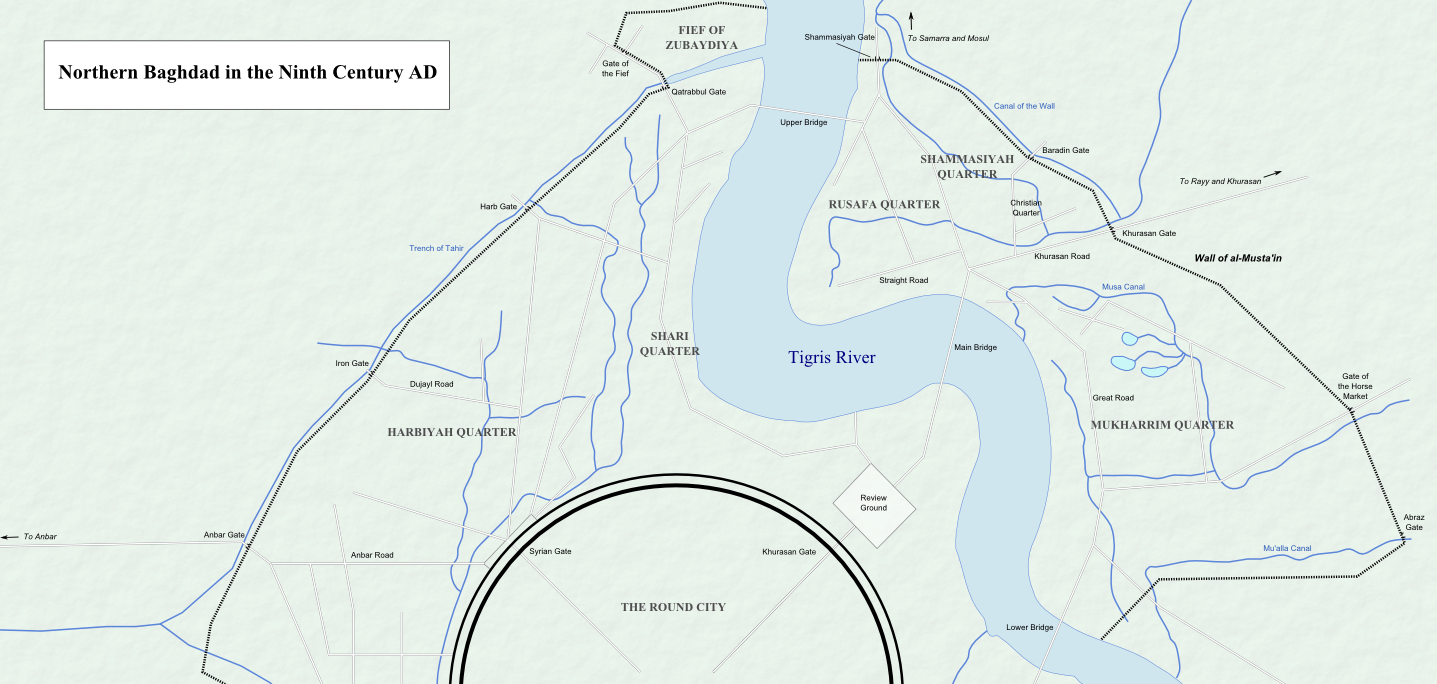
خريطة شمال بغداد في القرن التاسع الميلادي، أكسفورد: مطبعة كلارندون، 1900.

استمر المعارك قرابة العام، وحدثت اشتباكات عنيفة في مناطق كثيرة من الإمبراطورية، لكن معظم المعارك حدثت في العراق، وتحديدا في بغداد والمناطق المحيطة بها.

### بغداد
لم تحدث اشتباكات مباشرة في الأيام الأولى لوصول جيش المعتز لبغداد. اقترب محمد الطاهري مع قواته من معسكر جيش المعتز في 14 مارس، وطالب الجنود بالعودة إلى سامراء، وتعهد أنهم إذا فعلوا ذلك فسيعترف المستعين بالمعتز كولي للعهد، لكنهم إذا رفضوا الانسحاب، فإنه سيهاجمهم في صباح اليوم التالي.
هاجمت قوات المعتز بوابتي الشمسية وخراسان على طول الجدار الشرقي لبغداد في اليوم التالي وحاولوا اقتحام المدينة من خلالهما، فرد عليهم البغداديون بإطلاق النار والسهام، ما أدى إلى خسائر فادحة في صفوف المهاجمين، وانسحبوا إلى معسكرهم بحلول نهاية اليوم.
وصل جيش ثانٍ قوامه 4 آلاف جندي أرسل من سامراء إلى الجانب الغربي لبغداد في 20 مارس، وأقام معسكرًا هناك، وفي صباح اليوم التالي أمر محمد بن عبد الله الطاهري فرقة كبيرة من المشاة والفرسان بمهاجمتهم. حقق السامرائيون في البداية انتصارًا مؤقتًا لكن التعزيزات وصلت للبغدادين، وتمكنوا من طرد المهاجمين، وقع كامل الجيش السامرائي بين قتيل أو أسير وغرق بعضهم في دجلة وهرب بعضهم إلى سامراء أو إلى المعسكر الآخر لهم على الجهة الشرقية من بغداد.
كانت هذه المعركة نصرًا كبيرًا لجيش المستعين، فقد قتل 2000 جندي من قوات المعتز المتمركزة على الجانب الغربي لبغداد وفرَّ الباقون أو أسروا. قُوبلت أنباء الهزيمة في سامراء بأعمال شغب لأنها اعتبرت علامة على ضعف قوات المعتز. رفض محمد الطاهري متابعة الهجوم، بل اكتفى بإعلان النصر في مساجد بغداد. بقي جيش أبو أحمد (الموفق) متمركزًا على الجانب الشرقي للمدينة، واستمر حصار بغداد.
اشتبك الجيشان بشكلٍ متكرر حول المدينة، ولم يتمكن أي من الطرفين من تحقيق تفوق واضح. امتد القتال إلى الأحياء المجاورة لبغداد في الأشهر اللاحقة، وحارب الطرفان للسيطرة على الطرق المؤدية إلى المدينة، تمكن جيش المعتز من الحد من الإمدادات والمؤن التي تصل إلى بغداد، لكنهم لم يتمكنوا من منع جيوش المستعين من الدخول والخروج من المدينة. استمر الجمود العسكري حتى أوائل سبتمبر، ولكن في صباح 8 سبتمبر شنت جيوش المعتز على جانبي المدينة هجومًا كبيرًا على التحصينات، وتمكن الأتراك من اختراق بوابة الأنبار على الجانب الغربي لبغداد، وتمكنوا من دخول بغداد وأحرقوا بعض أحيائها، وردًا على ذلك أرسل محمد بن عبد الله الطاهري قواته إلى الجانب الغربي للمدينة وأجبرت قوات المعتز على الانسحاب بعد مقتل عدد كبير منهم، ثم أمر بإصلاح التحصينات وتدعيمها.
أعد محمد الطاهري خطة للهجوم على معسكر الموفق في الخريف لكسر الحصار وإنهاء حالة الجمود التي استمرت لعدة أشهر، وبدء الهجوم في أواخر نوفمبر، فهاجم جيش بغداد بأكمله من البوابات وعبر نهر دجلة، وطردوا السامرائيين واحتلوا معسكرهم، لكن الموفق تمكن من إعادة تجميع صفوفه وأجبر جيش بغداد على التراجع إلى داخل المدينة.